# Алибеков, Арсланбек Абдулмажидович
Арсланбек Абдулмажидович Алибеков (14 августа 1974, Хасавюрт, Дагестанская АССР, РСФСР, СССР) — российский политик. С 2022 года глава администрации Хасавюртовского района Дагестана. 

## Биография
По национальности — кумык, родился в Хасавюрте. С 1981 по 1991 году обучался в хасавюртовской средней школе №3. В 1991 году по окончании школы поступил на технологический факультет в Дагестанский государственный технический университет в Махачкалу на заочную форму обучения. В 1992 году был призван на службу в рядах вооруженных сил Российской Федерации, по окончании которой в 1994 году продолжил учёбу и в 1997 году окончив университет, получил диплом о высшем образовании по специальности технология, ему была присуждена квалификация — инженер. В 1999 году поступил на службу в органы министерства внутренних дел Российской Федерации. В 2011 году окончил Краснодарский университет Министерства внутренних дел Российской Федерации, получил диплом о высшем образовании по специальности – юриспруденция, квалификация – юрист. С 1999 года по 2022 год проходил службу в МВД России занимал при этом различные должности, в том числе и руководящие. 31 марта 2022 года депутатами Хасавюртовского района единогласно избран главой района. Ранее он работал начальником отдела МВД по Хасавюртовскому району.

## Трудовая деятельность
- 1999 — 2022 год — служба в МВД по РД.
- 2015 — 2022 год — начальник отдела МВД по Хасавюртовскому району.
- С 2022 года — глава администрации МО Хасавюртовский район.

## Награды и звания
- Медаль «За отличие в охране общественного порядка» (2006);
- Медаль ордена «За заслуги перед Отечеством» 2 степени (2013);
- Медаль «За боевое содружество» (МВД) (2015);
- Медаль «За отличие в службе» (МВД) 1, 2, 3 степеней;
- Медаль «За вклад в социально-экономическое развитие Республики Дагестан» (2025)[3].

## Образование
- Дагестанский государственный технический университет (1997);
- Краснодарский университет Министерства внутренних дел Российской Федерации (2011)

## Личная жизнь
Женат, имеет 5 детей.